# Кабинет министров Республики Татарстан
Кабинет министров Республики Татарстан (тат. Татарстан Республикасы Министрлар Кабинеты) является исполнительным и распорядительным органом государственной власти Республики Татарстан, ответственен перед Главой (Раисом) Республики Татарстан.
Кабинет министров Республики Татарстан объединяет и направляет работу министерств, государственных комитетов Республики Татарстан и других подведомственных ему органов исполнительной власти Республики Татарстан, контролирует их деятельность.

## Состав
| Должность | ФИО                                | Дата рождения | Год вступления в должность                         | Должность ранее                                                                                         |
| --- | ---------------------------------- | ------------- | -------------------------------------------------- | --- |
| Премьер-министр Республики Татарстан | Песошин Алексей Валерьевич         | 09.12.1963    | 2017 год                                           | Первый зам. Премьер-министра РТ                                                                         |
| Первый заместитель Премьер-министра Республики Татарстан                                                                                              | Нигматуллин, Рустам Камильевичd    | 24.06.1969    | 2017 год                                           | Первый зам. главы г. Казани                                                                             |
| Заместитель Премьер-министра Республики Татарстан | Шайхразиев Василь Габтелгаязович   | 03.02.1963    | 2014 год                                           | Мэр г. Набережные Челны                                                                                 |
| Заместитель Премьер-министра Республики Татарстан | Фазлеева, Лейла Ринатовнаd         | 29.05.1975    | 2018 год                                           | Помощник Президента РТ                                                                                  |
| Заместитель Премьер-министра Республики Татарстан | Шайхутдинов Роман Александрович    | 28.08.1974    | 2012 год (заместитель-министр), 2019 (заместитель) | Зам. Премьер-Министра — министр информатизации и связи РТ                                               |
| Заместитель Премьер-министра Республики Татарстан — Руководитель Аппарата Кабинета Министров Республики Татарстан                                     | Гафаров, Шамиль Хамитовичd         | 11.05.1969    | 2010 год                                           | Руководитель Аппарата Кабинета Министров РТ                                                             |
| Заместитель Премьер-министра Республики Татарстан — министр промышленности и торговли Республики Татарстан                                            | Коробченко, Олег Владимирович      | 12.05.1977    | 15.06.2022 год (и. о. с 30.05.2022)                | Депутат Государственного Совета РТ VI созыва                                                            |
| Заместитель Премьер-министра Республики Татарстан — министр сельского хозяйства и продовольствия Республики Татарстан                                 | Зяббаров, Марат Азатовичd          | 03.07.1983    | 2019 год                                           | Глава Буинского муниципального района РТ                                                                |
| Заместитель Премьер-министра Республики Татарстан | Варакин, Евгений Анатольевич       | 21.11.1975    | 2022 год                                           | Префект территории префектуры «Старый город» исполкома г. Казани                                        |
| Заместитель Премьер-министра Республики Татарстан — министр экономики Республики Татарстан                                                            | Шагиахметов Мидхат Рафкатовичd     | 05.11.1969    | 2020 год                                           | Председатель ЦИК РТ                                                                                     |
| Заместитель Премьер-министра Республики Татарстан — Полномочный представитель Республики Татарстан в Российской Федерации                             | Ахметшин, Равиль Калимулловичd     | 23.04.1960    | 2010 год                                           | Первый зам. начальника Главного информационно-аналитического центра МВД РФ                              |
| Министр здравоохранения Республики Татарстан | Абашев, Альмир Рашидович (и. о.)   | 6.12.1975     | 2022 год                                           | Первый заместитель министра здравоохранения РТ                                                          |
| Министр земельных и имущественных отношений Республики Татарстан                                                                                      | Аглиуллин, Фаниль Анваровичd       | 03.10.1975    | 2019 год                                           | Начальник службы безопасности — помощник Президента РТ                                                  |
| Министр культуры Республики Татарстан | Аюпова, Ирада Хафизяновнаd         | 13.07.1971    | 2018 год                                           | Председатель Государственного комитета РТ по архивному делу                                             |
| Министр лесного хозяйства Республики Татарстан | Кузюров, Равиль Афраимовичd        | 09.01.1973    | 2018 год                                           | Глава Нурлатского муниципального района и г. Нурлат РТ                                                  |
| Министр образования и науки Республики Татарстан | Хадиуллин, Ильсур Гараевичd        | 18.10.1964    | 2020 год                                           | Первый зам. министра образования и науки РТ                                                             |
| Министр по делам гражданской обороны и чрезвычайным ситуациям Республики Татарстан — Начальник Главного управления МЧС России по Республике Татарстан | Хабибуллин, Рафис Завдатовичd      | 02.10.1963    | 2007 год                                           | Начальник службы безопасности Президента РТ                                                             |
| Министр по делам молодёжи Республики Татарстан | Садыков Ринат Наильевич            | 18.03.1986    | 11.01.2021 года                                    | Первый зам. министра по делам молодёжи Республики Татарстан                                             |
| Министр спорта Республики Татарстан | Леонов, Владимир Александровичd    | 25.08.1977    | 2018 год                                           | Министр по делам молодёжи и спорту Республики Татарстан                                                 |
| Министр строительства, архитектуры и жилищно-коммунального хозяйства Республики Татарстан                                                             | Айзатуллин, Марат Мансурович       | 15.12.1977    | 2020 год                                           | Генеральный директор некоммерческой организации «Фонд жилищно-коммунального хозяйства РТ»               |
| Министр транспорта и дорожного хозяйства Республики Татарстан                                                                                         | Ханифов, Фарит Мударисович         | 07.03.1961    | 2020 год                                           | Министр строительства, архитектуры и жилищно-коммунального хозяйства РТ                                 |
| Министр труда, занятости и социальной защиты Республики Татарстан                                                                                     | Зарипова, Эльмира Амировнаd        | 24.04.1974    | 2014 год                                           | Начальник Управления ЗАГС Кабинета Министров РТ                                                         |
| Министр финансов Республики Татарстан | Гайзатуллин, Радик Рауфовичd       | 20.07.1964    | 2002 год                                           | Первый зам. министра финансов РТ                                                                        |
| Министр цифрового развития государственного управления, информационных технологий и связи Республики Татарстан                                        | Хайруллин Айрат Ринатович          | 11.12.1981    | 2019 год                                           | Министр информатизации и связи РТ                                                                       |
| Министр экологии и природных ресурсов Республики Татарстан                                                                                            | Шадриков, Александр Валерьевич     | 01.01.1977    | 2018 год                                           | Глава Дрожжановского муниципального района РТ                                                           |
| Министр юстиции Республики Татарстан | Загидуллин, Рустем Ильдусович      | 29.04.1986    | 2017 год                                           | Первый зам. министра юстиции РТ                                                                         |
| Председатель Государственного комитета Республики Татарстан по архивному делу                                                                         | Габдрахманова, Гульнара Закариевна | 18.09.1971    | 2018 год                                           | Зам. министра образования и науки РТ — руководитель департамента надзора и контроля в сфере образования |
| Председатель Государственного комитета Республики Татарстан по биологическим ресурсам                                                                 | Батков, Фёдор Сергеевич            | 05.07.1961    | 2017 год                                           | Начальник Управления по охране и использованию объектов животного мира РТ                               |
| Председатель Государственного комитета Республики Татарстан по закупкам                                                                               | Сабиров, Руслан Наилевич           | 29.01.1981    | 2021 год                                           | Советником председателя совета директоров АО «Связьинвестнефтехим»                                      |
| Председатель Государственного комитета Республики Татарстан по тарифам                                                                                | Груничев, Александр Станиславович  | 10.12.1975    | 2018 год                                           | Руководитель Управления Федеральной антимонопольной службы по РТ                                        |
| Председатель Государственного комитета Республики Татарстан по туризму                                                                                | Иванов Сергей Евгеньевич           | 02.08.1976    | 2014 год                                           | Зам. министра по делам молодёжи, спорту и туризму РТ                                                    |
| Руководитель Агентства инвестиционного развития Республики Татарстан                                                                                  | Минуллина, Талия Ильгизовна        | 24.04.1985    | 2014 год                                           | Зав. сектором, зав. отделом развития госслужбы Департамента госслужбы и кадров при Президенте РТ        |
| Начальник Главного управления ветеринарии Кабинета Министров Республики Татарстан                                                                     | Хисамутдинов, Алмаз Гаптраупович   | 21.12.1978    | 2014 год                                           | Зам. Главы Мамадышского муниципального района РТ                                                        |
| Руководитель Республиканского агентства по печати и массовым коммуникациям «Татмедиа»                                                                 | Салимгараев, Айдар Саитгараевич    | 03.08.1971    | 2019 год                                           | Начальник Информационно-аналитического управления Президента РТ                                         |
| Начальник Управления записи актов гражданского состояния Кабинета Министров Республики Татарстан                                                      | Нигматуллина, Гульшат Радифовна    | 26.07.1968    | 2019 год                                           | Начальник управления культуры и развития языков народов РТ Аппарата Кабинета Министров РТ               |

## Представитель в Совете Федерации
- Терентьев Александр Михайлович — полномочия подтверждены с 22 сентября 2022 года.